# Manfred Seifert (Fußballspieler)
Manfred Seifert (* 22. April 1949 in Rosenheim; † 14. April 2005 ebenda), auch „Manni“ genannt, war ein deutscher Fußballtorwart.

## Sportliche Laufbahn
Aus der Jugend des TSV 1860 Rosenheim hervorgegangen, erhielt Seifert zu Saisonbeginn 1969/70 einen Profi-Vertrag beim FC Bayern München – von nun an als Ersatz-Torhüter für Sepp Maier. Dennoch kam er zu seinem Bundesliga-Debüt; am 30. April 1970 (33. Spieltag) wurde er beim 6:2-Sieg im Heimspiel gegen Rot-Weiß Oberhausen in der 80. Minute für Sepp Maier eingewechselt. Nach drei weiteren Spielzeiten, in denen er noch drei Bundesliga- und drei DFB-Pokalspiele bestritt, verließ er die Bayern.
Zur Saison 1973/74 wechselte er in die Regionalliga Süd zum FC Bayern Hof, mit dem er sich in seiner ersten Saison für die neu geschaffene 2. Bundesliga Süd qualifizierte. In vier Spielzeiten absolvierte er 79 Zweitligaspiele und fünf nationale Pokalspiele. Als Tabellensiebzehnter der Spielzeit 1977/78 konnte der Verein die Klasse nicht halten und stieg daraufhin in die Bayernliga ab. Daraufhin beendete Manfred Seifert seine Karriere als Spieler.

## Trivia
Außer seinen vier Bundesligaspielen für die Bayern bestritt Seifert noch drei Spiele im DFB-Pokal-Wettbewerb, wobei die zweite Begegnung im Viertelfinal-Rückspiel am 12. April 1972 als „Die Schlacht von Köln“ tituliert wurde: Seifert musste in der 51. Minute mit Verletzungen am Brustkorb für Helmut Schwalb ausgewechselt werden, Wolfgang Sühnholz erlitt einen Beinbruch und Franz Krauthausen wurden auf dem Weg in die Kabine Zähne ausgeschlagen.

## Erfolge
- Deutscher Meister 1972, 1973 (mit dem FC Bayern München)
- DFB-Pokal-Sieger 1971 (mit dem FC Bayern München)
- Zweiter der Meisterschaft 1970, 1971 (mit dem FC Bayern München)

## Weiterer Werdegang
Seifert starb im Frühjahr 2005 kurz vor seinem 56. Geburtstag. Er hinterließ eine Tochter und eine Ehefrau.